# Nowy cmentarz żydowski w Dobrej
Nowy cmentarz żydowski w Dobrej – kirkut służący niegdyś żydowskiej społeczności Dobrej. Znajdował się na południe od miejscowości. Nie wiadomo kiedy dokładnie powstał. Miał powierzchnię 0,3 ha. Został zniszczony podczas II wojny światowej. Obecnie nie zachowały się żadne nagrobki.